# 吉爾福德 (密蘇里州)
吉爾福德（英語：Guilford）是位於美國密蘇里州諾德韋縣的村。

## 人口
根據2020年美國人口普查的數據，吉爾福德的面積為0.19平方千米，皆為陸地。當地共有人口60人，而人口密度為每平方千米316人。